# Лома-Прієта (землетрус)
Лома-Прієта (англ. Loma Prieta) — землетрус 1989 року, що стався у Північній Каліфорнії 17 жовтня о 17 годині 4 хв. за місцевим часом.
Єпіцентр землетрусу прийшовся приблизно в 16 км на північний схід від міста Санта-Круз на секції розлому Сан-Андреас. Землетрус був названий на честь найвищої точки у діапазоні гірського хребту Санта-Круз — гори Лома Прієта.
Найбільші пошкодження та збитки прийшлися на місто Санта-Круз. У результаті землетрусу більш 18 тисяч будинків було зруйновано, загинуло 63 людини, 3757 отримали поранення. Сумарний матеріальний збиток був оцінений майже в 6 млрд доларів.